# Affaire van Sorgdrager en de procureurs-generaal
De affaire Sorgdrager en de procureurs-generaal was een Nederlandse politieke affaire uit 1998 die een conflict betrof tussen minister van Justitie Winnie Sorgdrager en het College van procureurs-generaal en dan met name de voorzitter van dat college, Arthur Docters van Leeuwen. Aanleiding voor het conflict was de positie van procureur-generaal Dato Steenhuis, die in opspraak was geraakt in verband met vermeende belangenverstrengeling. De affaire resulteerde in het ontslag van Docters van Leeuwen.

## Voorgeschiedenis
In 1992 werd Dato Steenhuis procureur-generaal van het Openbaar Ministerie in het ressort Leeuwarden, dat Groningen, Friesland en Drenthe beslaat.
In 1997 was er opschudding ontstaan over de vervolging van een politieman uit Schiermonnikoog, René Lancee, die ten onrechte was beschuldigd van seksueel misbruik. Door die zaak waren de verhoudingen in de driehoek in de Groningse politieregio verstoord geraakt. Het adviesbureau Bakkenist Management Consultants kreeg opdracht onderzoek te doen naar die verstoorde verhoudingen.
Op 14 januari 1998 werd bekend dat Dato Steenhuis een bijbaan als adviseur bij Bakkenist had. Daarop werd hij beticht van belangenverstrengeling. Immers, door Steenhuis' relatie met Bakkenist had hij wellicht invloed kunnen uitoefenen op de inhoud van dit rapport.
De Tweede Kamer riep minister van Justitie Sorgdrager ter verantwoording.

## Het onderzoek naar het handelen van Steenhuis
Minister Sorgdrager noemde het een "ernstige" kwestie en verweet Steenhuis dat hij het ministerie niet vooraf over zijn nevenfunctie had geïnformeerd. Steenhuis zei dat hij wellicht wat fouten had gemaakt in de wijze waarop hij met zijn adviseurschap bij Bakkenist is omgegaan, maar dat er van werkelijke belangenverstrengeling absoluut geen sprake was. De voorzitter van het College van Procureurs-Generaal, Docters van Leeuwen, nam het hierin voor hem op.
Oud-kamervoorzitter Dolman, lid van de Raad van State werd gevraagd om de handelwijze van Steenhuis nader te onderzoeken. Zijn rapport was op 22 januari 1998 klaar. Hij vond geen harde bewijzen voor belangenverstrengeling, maar concludeerde wel dat "de schijn ervan is gewekt". Op diezelfde donderdag werden Steenhuis en Docters van Leeuwen aan het begin van de avond ontvangen op het departement om het rapport-Dolman in ontvangst te nemen. Sorgdrager wilde het rapport nog dezelfde dag aan de Tweede Kamer toesturen. Steenhuis kreeg een uur om het rapport te lezen en erop te reageren.
Steenhuis vond dat hij recht had op een behoorlijk weerwoord en dreigde met een kort geding tegen de minister als hij niet meer tijd kreeg, voordat het rapport naar de Kamer zou gaan. Later die avond kwamen ook de andere procureurs-generaal, Hans Blok en René Ficq, naar het departement. Aan het einde van de avond sprak minister Sorgdrager sussende woorden tegen de samengestroomde pers en ze vroeg ook de procureurs-generaal om de opschudding te kalmeren.
Naderhand verweet de minister Arthur Docters van Leeuwen dat hij zich te veel had opgesteld als "belangenbehartiger van de heer Steenhuis tegenover de minister". Voorts verweet zij Docters van Leeuwen dat hij niet had voorkomen dat het hele College van procureurs-generaal erbij betrokken werd, zodat voor de media het beeld van een soort "muiterij" van de procureurs-generaal kon ontstaan. Volgens haar had hij meer kunnen en moeten doen om dat beeld van een gezagscrisis publiekelijk te corrigeren. Docters van Leeuwen zelf vond de verwijten onterecht en meende dat hij zijn best had gedaan om de zaak op te lossen met het voorstel dat Dato Steenhuis zijn post in Leeuwarden zou worden afgenomen en dat hij procureur-generaal voor het ressort Arnhem zou worden.
De avond erna, op 23 januari, gaf minister-president Wim Kok commentaar op het conflict, waarbij hij de opstelling van de procureurs-generaal "kinderachtig" noemde.

## Afloop
Tussen de minister en de voorzitter van het College van procureurs-generaal was een vertrouwenscrisis ontstaan, die er toe leidde dat Docters van Leeuwen op 17 februari 1998, ongeveer een maand later, werd ontslagen. In 1999 werd hij benoemd tot bestuursvoorzitter van de Autoriteit Financiële Markten (AFM).
De procureur-generaal Dato Steenhuis kreeg een berisping. Hij werd op 18 februari 1998 overgeplaatst van het ressort Leeuwarden naar het ressort Arnhem en moest de portefeuille automatisering afstoten. Ook moest hij zijn bijbaan bij Bakkenist opgeven. Hij is tot zijn pensioen in 2006 procureur-generaal gebleven.
Op 19 februari kreeg minister Sorgdrager steun van de Tweede Kamer voor de door haar gevolgde lijn.
In 2007 zou Docters van Leeuwen echter tijdens een interview verklaren dat Sorgdrager later, bij een ontmoeting met hem, erkende dat ze verkeerd had gehandeld door hem te ontslaan.

## Boek en film
De affaire werd door Ad van Liempt en Ger van Westing beschreven in het boek Klem in de draaideur, waarvan in 2003 ook een televisiefilm werd gemaakt.
Eind 2004 verscheen De verhulde crisis. De affaire Docters van Leeuwen en het primaat van de politiek van Elly van der Wilk (Van Gennep Amsterdam), gebaseerd op literatuur- en bronnenonderzoek en interviews met vrijwel alle betrokkenen.